# Ane Santesteban
Ane Santesteban González (Errentería, 12 december 1990) is een Spaanse wielrenster die vanaf 2024 rijdt voor de Spaans-Baskische wielerploeg Laboral Kutxa-Fundación Euskadi.

## Carrière
Ze werd Spaans kampioene op de weg in 2013. In dat jaar reed ze voor het Spaans-Baskische Bizkaia-Durango. In 2014 vertrok ze naar de Italiaanse ploeg Alé Cipollini. Na een jaar bij Inpa Sottoli Giusfredi, keerde ze in 2016 terug bij Alé Cipollini. In 2019 reed ze voor het Britse WNT-Rotor, dat in 2020 verder ging als Ceratizit-WNT. Vanaf 2021 kwam ze drie jaar uit voor het Australische Team BikeExchange Jayco. Vanaf 2024 rijdt ze voor Laboral Kutxa-Fundación Euskadi.

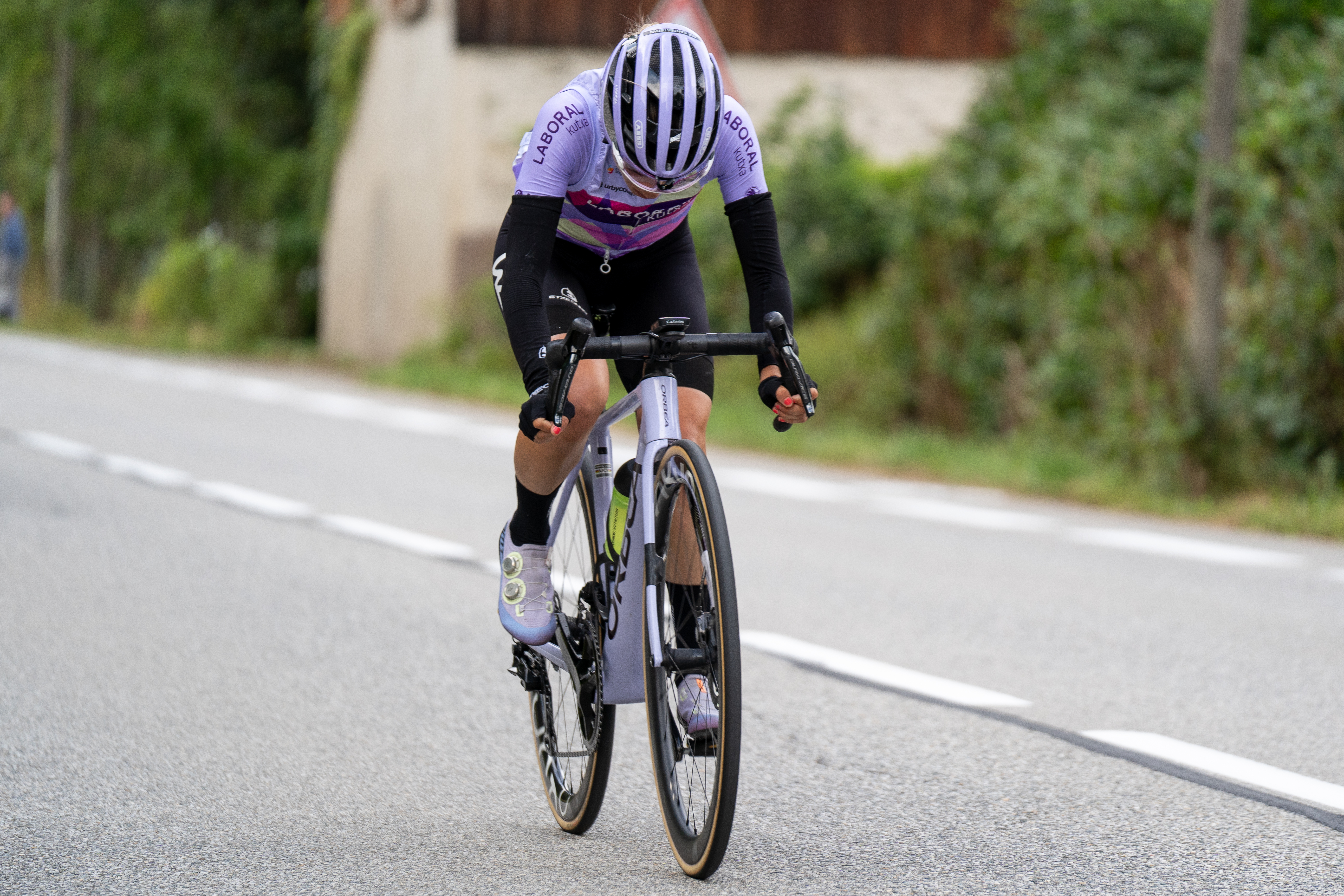
Santestban in etappe 8 van de Tour de France Femmes 2024.

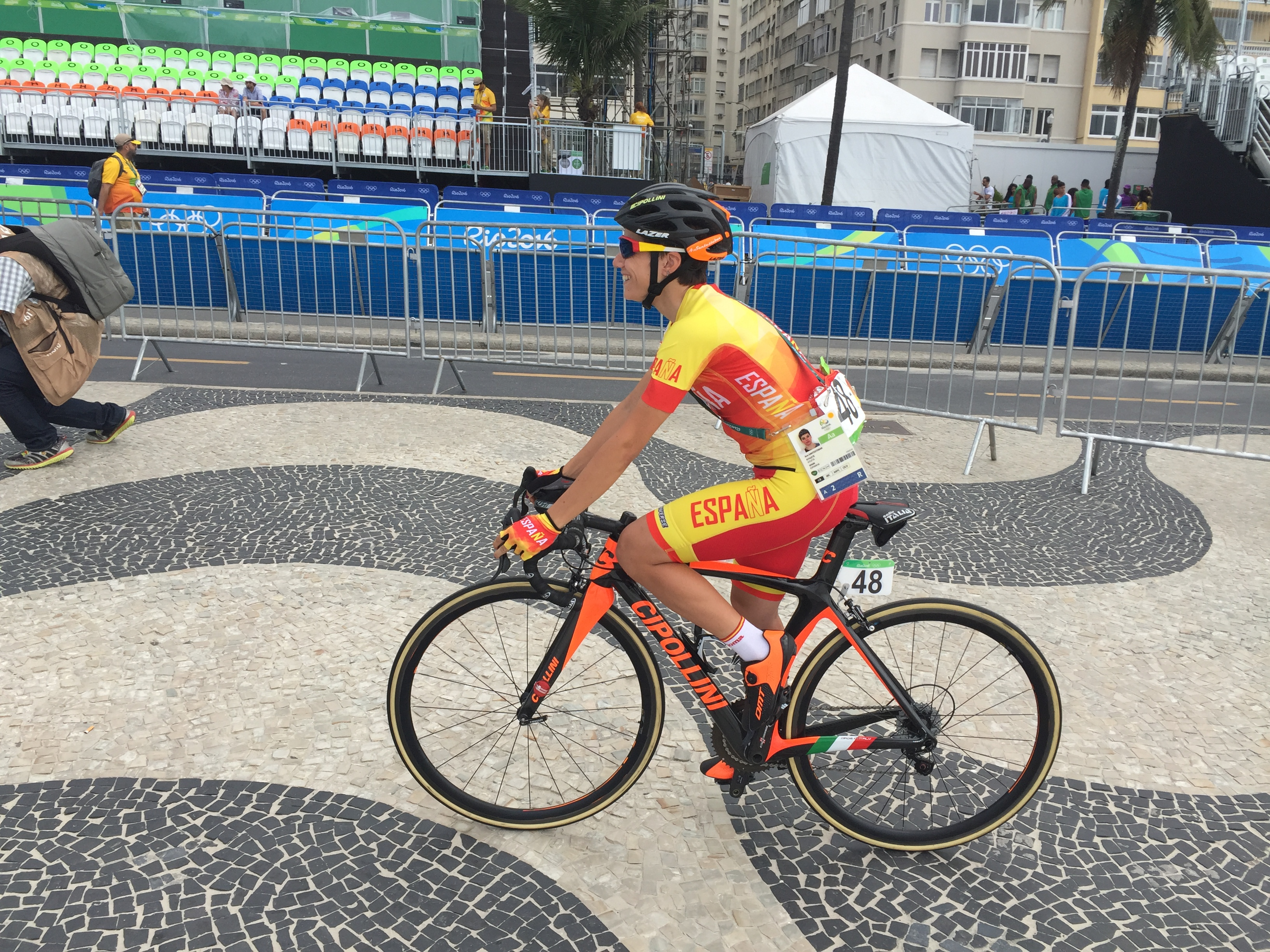
Santesteban tijdens de Olympische Zomerspelen 2016 in Rio de Janeiro.

Santesteban werd namens Spanje 47e tijdens de wegrit van de Olympische Zomerspelen 2016 in Rio de Janeiro. Vijf jaar later werd ze 28e in de wegrit tijdens de Olympische Zomerspelen 2020 in Tokio.

## Palmares
2012

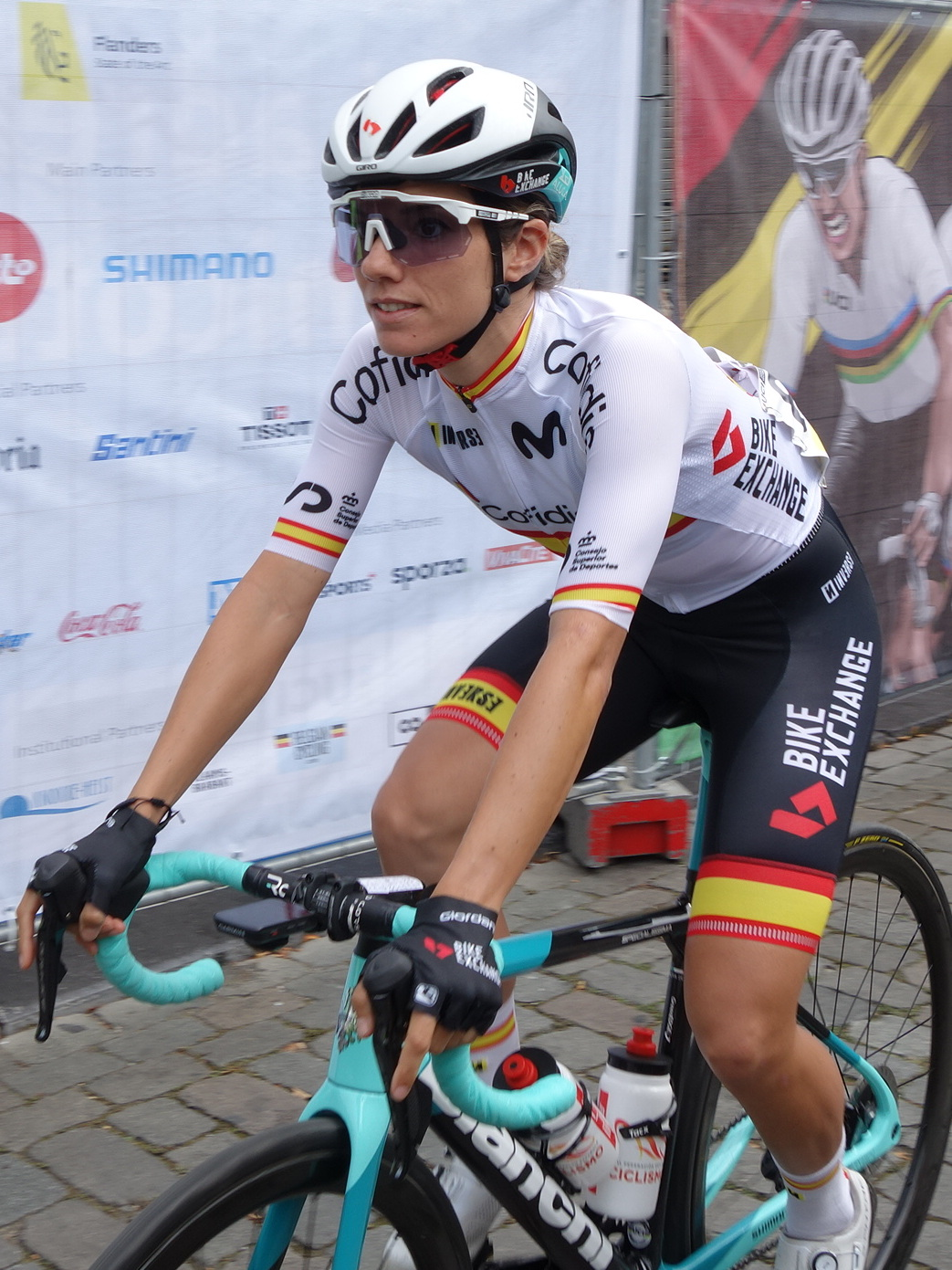
Santesteban voor de start van het wereldkampioenschap 2021 in Antwerpen.

 Spaans kampioenschap op de weg
2013
 Spaans kampioene op de weg
2015
 Spaans kampioenschap op de weg
2e in etappe 6 Tour de l'Ardèche
3e in etappe 2 Giro della Toscana
2016
3e in etappe 1 Gracia Orlová
2e in etappe 2 Gracia Orlová
5e in GP Plumelec
2017
 Spaans kampioenschap op de weg
4e in Classique Morbihan
2018
Beste Baskische renster Emakumeen Bira
 in wegrit Middellandse Zeespelen
3e in GP Plumelec
5e in Giro dell'Emilia
2019
Beste Baskische renster Emakumeen Bira
2020
Bergklassement Setmana Ciclista Valenciana
 Spaans kampioenschap op de weg
2021
 Spaans kampioenschap op de weg

### Resultaten in voornaamste wedstrijden
| Jaar | Ronde van Italië | Ronde van Frankrijk | Ronde van Spanje |
| ---- | ---------------- | ------------------- | ---------------- |
| 2009 |                  |                     |                  |
| 2010 | 54e              |                     |                  |
| 2011 |                  |                     |                  |
| 2012 |                  |                     |                  |
| 2013 | 68e              |                     |                  |
| 2014 | 24e              |                     |                  |
| 2015 |                  |                     |                  |
| 2016 | 24e              |                     |                  |
| 2017 | 19e              |                     |                  |
| 2018 | 9e               |                     |                  |
| 2019 | 12e              |                     |                  |
| 2020 | 7e               |                     |                  |
| 2021 | 32e              |                     |                  |
| 2022 |                  | 60e                 |                  |
| 2023 | 10e              | 8e                  | 18e              |
| 2024 | 21e              | 45e                 |                  |
| 2025 | 42e              | 35e                 | 63e              |

| Jaar | Milaan-San Remo | Ronde van Vlaanderen | Amstel Gold Race | Luik-Bast.‑Luik | Trofeo Alfredo Binda | Waalse Pijl | Emakumeen Saria |  | WK op de weg |
| ---- | --------------- | -------------------- | ---------------- | --------------- | -------------------- | ----------- | --------------- |  | ------------ |
| 2009 |                 |                      |                  |                 |                      |             | 56e             |  | opgave       |
| 2010 |                 |                      |                  |                 |                      |             | 59e             |  |              |
| 2011 |                 |                      |                  |                 | opgave               |             |                 |  |              |
| 2012 |                 | opgave               |                  |                 | 55e                  | opgave      | 25e             |  | 54e          |
| 2013 |                 | 50e                  |                  |                 | opgave               | 22e         | 28e             |  | opgave       |
| 2014 |                 | opgave               |                  |                 | 66e                  | 26e         | 29e             |  | 30e          |
| 2015 |                 | opgave               |                  |                 | 63e                  | 67e         | 48e             |  | 51e          |
| 2016 |                 | opgave               |                  |                 | 30e                  | 16e         | 9e              |  |              |
| 2017 |                 |                      |                  |                 |                      |             | 6e              |  |              |
| 2018 |                 |                      | 24e              | 23e             | 42e                  | 16e         | 5e              |  | 53e          |
| 2019 |                 | 58e                  |                  | 28e             | 18e                  | 43e         | 11e             |  | 26e          |
| 2020 |                 |                      |                  |                 |                      |             | 10e             |  | 23e          |
| 2021 |                 |                      | 36e              | 18e             | 45e                  | 27e         | 9e              |  | 39e          |
| 2022 |                 | opgave               | 39e              | 17e             | 17e                  | 10e         |                 |  | 30e          |
| 2023 |                 |                      | 12e              | 12e             | 25e                  | 76e         | Zilver          |  |              |
| 2024 |                 |                      |                  | 36e             | 19e                  | 10e         |                 |  |              |
| 2025 | 35e             |                      |                  | 56e             | 57e                  |             |                 |  |              |

## Ploegen
- 2009 –  Debabarrena-Kirolgi
- 2010 –  Debabarrena-Kirolgi
- 2011 –  Debabarrena-Kirolgi
- 2012 –  Bizkaia-Durango
- 2013 –  Bizkaia-Durango
- 2014 –  Alé Cipollini
- 2015 –  Inpa Sottoli Giusfredi
- 2016 –  Alé Cipollini
- 2017 –  Alé Cipollini
- 2018 –  Alé Cipollini
- 2019 –  WNT-Rotor
- 2020 –  Ceratizit-WNT
- 2021 –  BikeExchange
- 2022 –  BikeExchange Jayco
- 2023 –  Jayco AlUla
- 2024 –  Laboral Kutxa-Fundación Euskadi
- 2025 –  Laboral Kutxa-Fundación Euskadi

Baccaille · Berlato · Bonomi · Carretta · Guarischi · Guderzo · Jasińska · Olds · Pavin · Ryan · Santesteban · Tagliaferro
Alzini · Bastianelli · Cauz · Cucinotta · Fahlin · Jasińska · Muccioli · Rossato · Santesteban · Skerritt · Tagliaferro · Trevisi
Alzini · Bastianelli · Ensing · Hosking · Kasper · Paladin · Santesteban · Stefani · Taylor · Trevisi · Tušlaitė · Vekemans
Bastianelli · Ensing · Frometa Leonard · Hagiwara · Hosking · Kasper · Knetemann · Paladin · Santesteban · Stefani · Swinkels · Trevisi · Tušlaitė · Vekemans
Asencio · Badegruber · Brauße (vanaf 1/7) · Brennauer · Ensing · Hammes · Koppenburg · Koster · Magnaldi · Pilote-Fortin · Rijkes · Santesteban · Soet · Teutenberg · Vieceli · Wild
Asencio · Brauße · Brennauer · Confalonieri · Hammes · Koster · Leth · Magnaldi · Rijkes · Santesteban · Soet · Teutenberg · Vieceli · Wild
Allen · Brown · Campbell · Ensing · Fidanza · Kennedy · Roberts · Roy · Santesteban · Spratt · Tenniglo · Williams · Žigart
Allen · Baker · Campbell · Faulkner · Fidanza · Kessler · Manly · Roseman-Gannon · Santesteban · Spratt · Tan · Williams · Žigart
Allen · Baker · Campbell · Faulkner · Gåskjenn · Howe · Kessler · Manly · Pate · Paternoster · Polites · Roseman-Gannon · Santesteban · Tan · Žigart